# Rolf Björklund
Rolf Björklund, smeknamn "Tejpen", född 2 oktober 1938, är en svensk före detta fotbollsspelare och tränare. 
Björklund debuterade i fotbollsallsvenskan som vänsterback i Malmö FF 1960. Han fortsatte representera Malmö och gjorde sin sista säsong i högsta serien 1970. Totalt spelade Björklund 341 A-lagsmatcher med Malmö FF och vann tre SM-titlar och ett cupguld. Mellan åren 1965 och 1967 representerade han landslaget i 13 A-landskamper. Han spelade även sex B-landskamper och en juniorkamp under sin aktiva tid. 
Efter spelarkarriären övergick Björklund till en tränarkarriär. Han tränade Trelleborgs FF 1973-75, Sjöbo 76-77, Almhögs Vingar 1978, Vellinge IF 1979-84 och 1987-89, Höllvikens GIF 1985-86, och därefter en avslutning i Sofielunds IF.
Smeknamnet "Tejpen" som Rolf Björklund är mest känd under fick han som pojklagsspelare i MFF där han av en lagkamrat kallats "Tejplund" eftersom han var så svår att komma loss ifrån. Tejplund blev sedan snabbt förkortat till "tejpen".